# ダニエル・ジェイコブス
ダニエル・ジェイコブス（Daniel Jacobs、1987年2月3日 - ）は、アメリカ合衆国の男性プロボクサー。ニューヨークブルックリン区出身。元WBAレギュラー・IBF世界ミドル級王者

## 来歴

### アマチュア時代
2003年、ジュニアオリンピックに出場し優勝。
2004年、全米選手権にウェルター級(69kg)で出場するも1回戦敗退。同年、ナショナルゴールデングローブにウェルター級(69kg)で出場し、準決勝でオースティン・トラウトを破り優勝。
2005年、全米選手権にウェルター級(69kg)で出場し、準決勝でオースティン・トラウトを破るが、決勝でデメトリアス・アンドラーデに敗れ敗退。同年、モスクワで開催されたワールドカップにミドル級(75kg)で出場するもマット・コロボフに敗退。
2006年、全米選手権にミドル級(75kg)で出場し決勝でショーン・ポーターを破り優勝。
2007年、全米選手権にミドル級(75kg)で出場するが準々決勝でショーン・ポーターに敗退した。同年、オリンピック国内予選会にミドル級(75kg)で出場、ショーン・ポーターに2度勝利するも、ショーン・エストラーダに2度敗れてオリンピック出場権を逃した。
アマチュア時代の戦績は137勝7敗。

### プロ時代
2007年12月8日、ネバダ州ラスベガスのMGMグランド・ガーデン・アリーナでデビュー戦を行い、初回29秒TKO勝ち。白星でデビューを飾った。
2009年8月22日、ヒューストンのトヨタセンターでイシュー・スミスとNABO北米ミドル級王座決定戦を行い、10回3-0（100-89、2者が96-93）の判定勝ちを収め王座獲得に成功した。
2010年5月15日、ニューヨークのマディソン・スクエア・ガーデン・シアターでファン・アストルガと対戦し、2回51秒TKO勝ちを収めNABO王座の初防衛、NABF王座の獲得に成功した。
2010年7月31日、マンダレイ・ベイ・イベント・センターでファン・マヌエル・マルケスVSファン・ディアスの前座で、ディミトリー・ピログとWBO世界ミドル級王座決定戦を行い、4回までは判定で39-37と3者ともにリードをしていたが、5回に右フックで痛烈なダウンを奪われるとそのままレフェリーストップ。プロ初黒星となる5回57秒逆転TKO負けを喫し王座獲得に失敗した。
2011年5月、脊椎の骨肉腫と診断された。
2012年10月20日、治療でブランクを作り1年7か月振りの復帰戦。ニューヨークのバークレイズ・センターでジョシュ・ルテランと対戦し初回1分33秒TKO勝ち。
2013年8月19日、ベスト・バイ・シアターでジョバンニ・ロレンソとWBCアメリカ大陸ミドル級王座決定戦を行い、3回2分5秒TKO勝ちを収め王座獲得に成功した。
2014年8月9日、バークレイズ・センターでダニー・ガルシアVSロッド・サルカの前座で、ジャロッド・フレッチャーとWBA世界ミドル級レギュラー王座決定戦を行い、5回2分58秒TKO勝ちを収め王座獲得に成功した。9月7日、WBAはジェイコブスを2014年8月度の月間MVPに選出した。
2015年1月9日、ゴールデンボーイ・プロモーションズからプロモート権を破棄され、同プロモーションを離脱した。
2015年4月24日、シカゴのクレジット・ユニオン・1・アリーナでアンソニー・ディレルVSバドゥ・ジャックの前座で、WBA世界ミドル級4位のカレブ・トルアックスと対戦。初回からペースを握るも攻めあぐねるもどかしいし展開が続き12回にようやくレフェリーストップ。12回2分12秒TKO勝ちを収め、初防衛に成功した。
2015年8月1日、バークレイズ・センターでダニー・ガルシアVSポール・マリナッジの前座で、元WBC世界スーパーウェルター級王者でWBA世界ミドル級10位のセルヒオ・モラと対戦し、初回にお互いにダウンを喫するが、2回に再びモラがダウンを喫した際に足首の異常を訴え試合を棄権、2回2分55秒TKO勝ちを収め、2度目の防衛に成功した。モラは担架でリングから運び出され、右足首を骨折していたことが判明した。
2015年12月5日、バークレイズ・センターで、元WBO世界ミドル級王者でWBA世界ミドル級5位のピーター・クイリンと対戦し、右ストレートが顎にヒットしぐらつかせた後に連打の猛攻で棒立ちにさせフラフラになったところでレフェリーストップ。初回1分25秒TKO勝ちを収め、3度目の防衛に成功した。12月10日、WBAはジェイコブスを2015年11月度の月間優秀選手賞に選出した。
2016年7月30日、バークレイズ・センターでレオ・サンタ・クルスVSカール・フランプトンの前座で、元WBC世界スーパーウェルター級王者のセルヒオ・モラと約1年ぶりに再戦し、4度目の防衛を目指す予定だったが、スパーリング中に肩を痛めた為延期となった。当初は元WBO世界ミドル級王者のアンディ・リーと対戦する予定だったが、リーがランキングに入っておらず前回の対戦で微妙な決着となったモラとの再戦を選んでいた。
2016年9月9日、ペンシルベニア州レディングのサンタンデール・アリーナで延期になっていた元WBC世界スーパーウェルター級王者でWBA世界ミドル級15位のセルヒオ・モラと1年1ヵ月ぶりに再戦し、4回と5回に1度ずつ、7回に3度の計5度ダウンを奪い7回2分8秒TKO勝ちを収め、4度目の防衛に成功した。
2016年9月13日、WBAはWBA世界ミドル級スーパー王者のゲンナジー・ゴロフキンとレギュラー王者のジェイコブスに対して対戦指令を出したが、WBAの規定で報酬の配分はスーパー王者は75%、正規王者は25%と定められているが、ジェイコブス陣営が規定よりも多い40%の配分を要求するなど交渉が難航し、交渉をまとめることが出来なかった為、ゴロフキンのプロモーターのトム・ローファーにより王座統一戦の中止と、引き続き交渉を継続して2017年の早い時期に実現を目指すことが10月19日に発表された。
2017年3月18日、マディソン・スクエア・ガーデンでWBAスーパー・WBC・IBF世界ミドル級王者のゲンナジー・ゴロフキンと団体内王座統一戦を行い、12回0-3（112-115×2、113-114）の判定負けを喫しWBC王座並びにIBO王座の獲得に失敗、WBAの団体内王座統一によるレギュラー王座の5度目の防衛にも失敗し王座から陥落した。なおジェイコブスはIBFが義務付けている当日計量を拒否したため、ジェイコブスが勝てばIBF王座が空位となるルールで試合が行われた。
2017年9月23日、アメリカ進出を目論むイギリスのプロモーター、エディー・ハーンが率いるマッチルーム・スポーツ及び、テレビ局のHBOと契約した。
2018年4月28日、バークレイズ・センターにてWBA世界ミドル級5位のマチェック・スレッキとWBA世界ミドル級挑戦者決定戦を行い、12回3-0（116-111、117-110、115-112）の判定勝ちを収め挑戦権を獲得した。
2018年10月27日、 マディソン・スクエア・ガーデン・シアターでIBF世界ミドル級1位のセルゲイ・デレフヤンチェンコとIBF世界ミドル級王座決定戦を行い、12回判定勝ちを収め王座返り咲きに成功した。
2019年5月4日、T-モバイル・アリーナでWBAスーパー・WBC世界ミドル級王者サウル・アルバレスと3団体王座統一戦を行い、判定負けを喫し王座から陥落した。この試合は前日の公式計量に加えて、アルバレスが要求しジェイコブスが同意していた、試合当日の午前8時にも計量を行い170ポンドまでに体重増を抑える契約が結ばれていたが、ジェイコブスは173.6ポンドと契約体重を3.6ポンドオーバーし、1ポンド当たり25万ドルの罰金を支払った。またDAZNで配信されたこの試合はアメリカ国内で60万人が視聴した。
2022年2月12日、イギリスのマスウェル・ヒルでジョン・ライダーとスーパーミドル級契約で対戦し、12回1-2（113-115×2、115-113）の判定負けを喫した。
2024年7月6日、約2年5ヶ月ぶりの復帰戦としてカリフォルニア州アナハイムのホンダセンターにてネイト・ディアスVSホルヘ・マスヴィダルの前座で、WBA・WBO世界ミドル級4位、WBC同級5位、IBF同級7位のシェーン・モズリー・ジュニアと対戦したが、ジェイコブスは前日計量で1.2ポンドの体重超過をし、試合も10回0-3（91-99×2、90-100）の判定負けを喫した。この試合でジェイコブスは10万ドル（約1580万円）、モズリー・ジュニアは16万ドル（約2530万円）のファイトマネーを稼いだが、ジェイコブスは体重超過の制裁金としてファイトマネーの20％を没収された。なお、ジェイコブスは試合から7日後にSNSで現役引退を表明した。

## 獲得タイトル
- NABO北米ミドル級王座
- NABF北米ミドル級王座
- WBCアメリカ大陸ミドル級王座
- WBA世界ミドル級レギュラー王座（防衛4）
- IBF世界ミドル級王座（防衛0）